# Scan 7

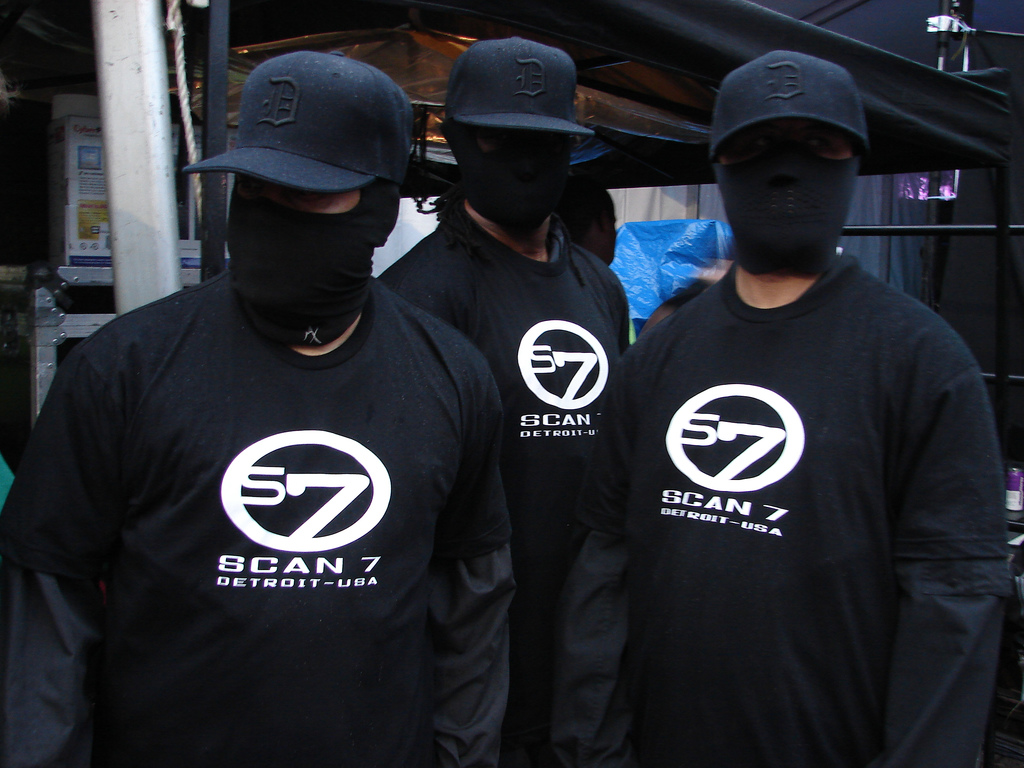
Scan 7.

Scan 7 es un colectivo techno de la ciudad de Detroit, EE. UU.. Está formado por siete artistas y liderado por Lou Robinson.

## Integrantes

### Lou Robinson
Lou Robinson, también conocido como Trackmaster Lou y de nombre real , es un productor de techno de la ciudad de Detroit. Su carrera musical comienza a mediados de los años 80 en el grupo The Preps. Hacia finales de la década de los 80 forma el grupo Separate Minds junto a Terrence Parker, Marc Kinchen y Vernell Shelton, produciendo varios 12" de detroit techno. Cuando el grupo se separa, Robinson pasa a producir techno a través de diferentes alias como Unknown Force, The Specialist, Black Man, The Shadow o Allergy.

### Colectivo Scan 7

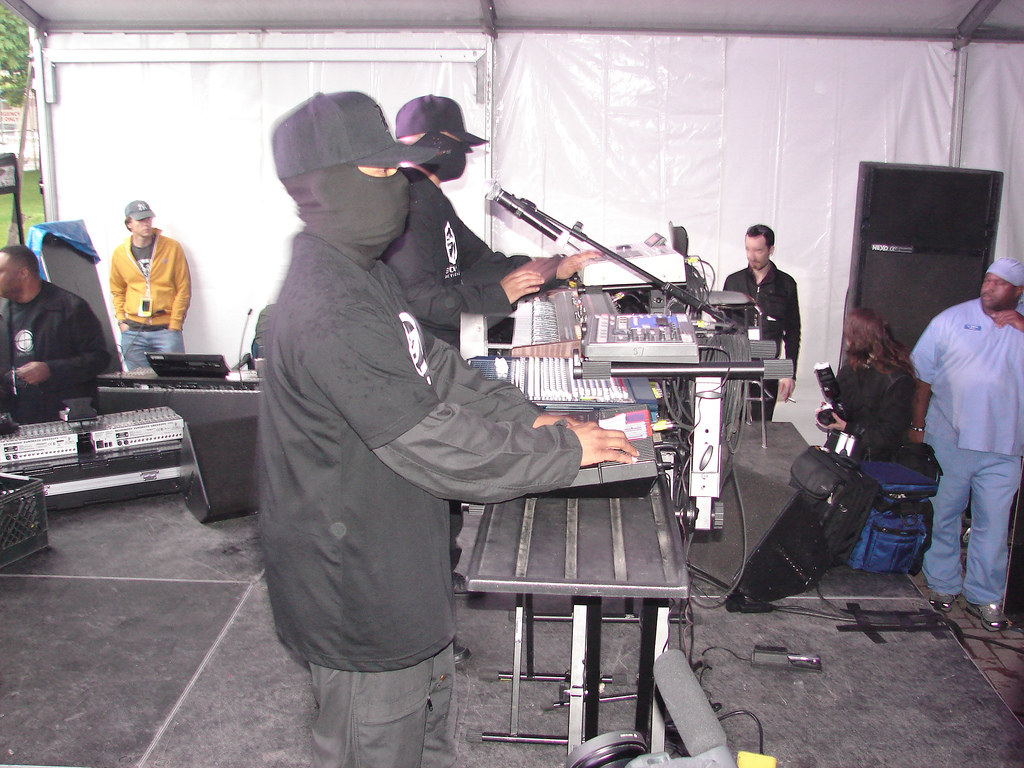
Scan 7 en directo.

Scan 7 debuta en el sello Underground Resistance en 1993 con el disco "Black Moon Rising" en el que colabora Mike Banks. Tras esta referencia, Scan 7 siguió publicando su material de techno oscuro e intenso en los más aclamados sellos del estilo, como Underground Resistance o Tresor. La cuarta referencia de la enigmática y exclusiva serie Somewhere in Detroit corrió a cargo suyo.
En escena, el grupo aparece siempre vestido de negro al tiempo que cubre sus rostros para no ser identificados y preservar su anonimato, poniendo la música por encima del creador. Entre los colaboradores estables del combo se incluyen Kris Harris y Anthony Horton. La voz femenina se hace llamar One of Seven.

## Discografía
- Black Moon Rising (12") - Underground Resistance 1993
- Undetectible EP (12", EP) Underground Resistance 1995
- Dark Territory (Album) - Tresor 1996
- Beyond Sound - Tresor 1998
- Resurfaced (Album) - Tresor 1999
- Home Soil (12") - End to End 2001
- I Am From Detroit - Elypsia 2001
- Final Destiny / Transit (12") - F Communications, Play It Again Sam [PIAS] 2003
- Rare Mix (CD, Promo, Ltd) - Cratesavers Muzik 2004
- The Result EP (12", EP) - BTRAX Records 2004
- No One Listens To Techno - Cratesavers Muzik 2005
- Dark Days / Bright Nights EP (12", EP) - 8311 Music 2007
- The Aura EP (12", EP) - Cratesavers Muzik 2007
- Way Of The Se7en (12", EP) - Cratesavers Muzik 2007
- You Have The Right (2007 Remixes) (2x12") - Cratesavers Muzik 2007
- Invisible Thoughts EP (12", EP) - Somewhere in Detroit